# House of the Dragon
Game of Thrones A Knight of the Seven Kingdoms
House of the Dragon, ou La Maison du Dragon au Québec, est une série télévisée américaine de fantasy créée par George R. R. Martin et Ryan Condal (en), qui est en cours de diffusion depuis le 21 août 2022 sur HBO. Adaptation du roman Feu et Sang de George R. R. Martin, c'est une préquelle de la série Game of Thrones sortie en 2011. En Suisse la série est disponible sur la chaîne RTS. Les deux show runners de la première saison étaient Ryan Condal et Miguel Sapochnik, avant que celui-ci ne quitte le projet avant la seconde saison, en 2022.
House of the Dragon est lancé en 2019 le casting est annoncé en juillet 2020, et le tournage de la première saison début en avril 2021 au Royaume-Uni. La série est finalement dévoilée au grand public le 21 août 2022, avec une première saison composée de dix épisodes. La seconde saison, lancée le 16 juin 2024, est composée de huit épisodes. Trois jours avant sa sortie, la série est renouvelée pour une troisième saison.
La première saison a reçu des critiques très positives, avec des éloges pour le développement de ses personnages, ses effets visuels, son écriture, sa musique composée par Ramin Djawadi et ses performances d'acteurs. Cependant, le rythme, en particulier des sauts dans le temps, et l'éclairage sombre de certaines scènes ont été critiqués. Malgré ces critiques, la saison 1 est tout de même une réussite et un succès pour la chaîne HBO. La première de la série a été regardée par plus de 10 millions de téléspectateurs sur les chaînes linéaires et HBO Max le premier jour, le plus grand de l'histoire de HBO  En janvier 2023, la série remporte le Golden Globe de la meilleure série télévisée dramatiquede cette année.

## Synopsis
La série se déroule 172 ans avant la naissance de Daenerys Targaryen et raconte les événements qui ont provoqué la guerre de succession et guerre civile appelée « Danse des Dragons » qui conduit à la perte des dragons et au début de la chute de la maison Targaryen.

## Distribution

### Acteurs principaux
- Matt Smith (VF : Anatole de Bodinat) : le prince Daemon Targaryen
- Emma D'Arcy (VF : Julie Cavanna) : la princesse puis reine Rhaenyra Targaryen
- Olivia Cooke (VF : Marie Chevalot) : Lady Alicent Hightower
- Rhys Ifans (VF : Féodor Atkine) : sir Otto Hightower
- Steve Toussaint (VF : Jean-Paul Pitolin) : Lord Corlys Velaryon
- Fabien Frankel (VF : Sébastien Baulain) : sir Criston Cole
- Sonoya Mizuno (VF : Nina Broniszewski-Madre) : Mysaria, le ver blanc
- Matthew Needham (VF : Lionel Cecilio) : Larys Fort (Larys Strong en VO)
- Jefferson Hall (VF : Rémi Bichet) : Lord Jason Lannister / sir Tyland Lannister (jumeaux)
- Harry Collett (VF : Esteban Oertli) : le prince Jacaerys Velaryon
- Tom Glynn-Carney (VF : Clément Moreau) : le prince puis roi Aegon II Targaryen
- Ewan Mitchell (VF : Martin Faliu) : le prince Aemond Targaryen
- Phia Saban (VF : Lévanah Solomon) : la princesse puis reine Helaena Targaryen
- Bethany Antonia (VF : Justine Berger) : Lady Baela Targaryen
- Phoebe Campbell (en) : Lady Rhaena Targaryen
- Kurt Egyiawan (VF : Grégory Lerigab) : Grand Mestre Orwyle (saison 2, récurrent saison 1)
- Kieran Bew (VF : Igor Chometowski) : Hugh Marteau (Hugh Hammer en VO) (saison 2)
- Abubakar Salim (VF : Rody Benghezala) : Alyn de Carène (Alyn of Hull en VO) (saison 2)
- Tom Taylor (VF : Hugo Brunswick) : Lord Cregan Stark (saison 2)
- Clinton Liberty (en) (VF : Olivier Dote Doevi puis Baptiste Marc) : Addam de Carène (Addam of Hull en VO) (saison 2)
- Tom Bennett (VF : Guillaume Lebon) : Ulf Blanc (Ulf White en VO) (saison 2)
- Ellora Torchia (VF : Isabelle Desplantes) : Kat (saison 2)
- Freddie Fox (VF : Basile Alaïmalaïs) : sir Gwayne Hightower (saison 2)
- Gayle Rankin (VF : Marion Gress) : Alys Rivers (saison 2)
- Simon Russell Beale (VF : Hervé Bellon) : sir Simon Fort (Simon Strong en VO) (saison 2)

Photos des acteurs principaux
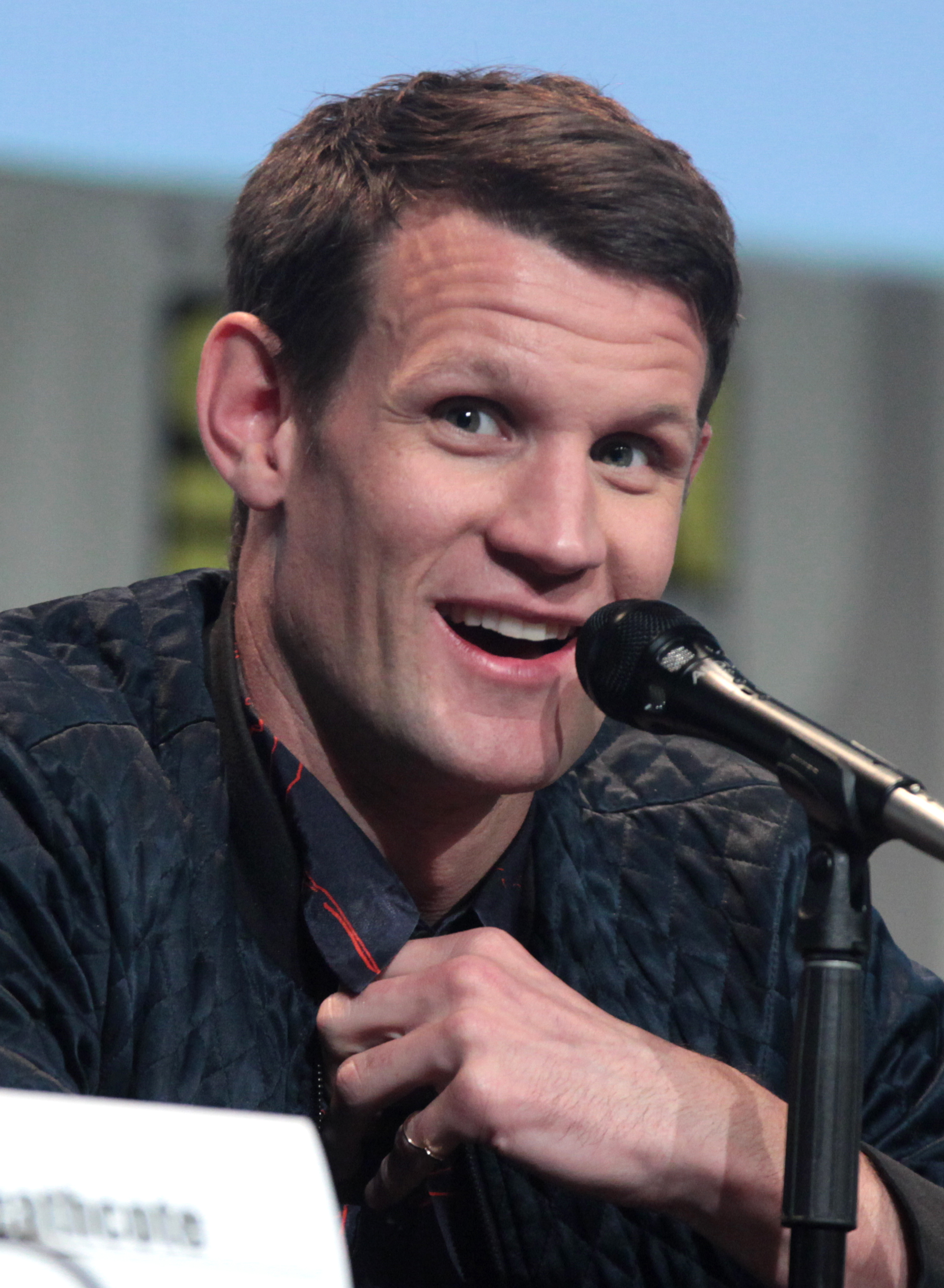
Matt Smith interprète Daemon Targaryen
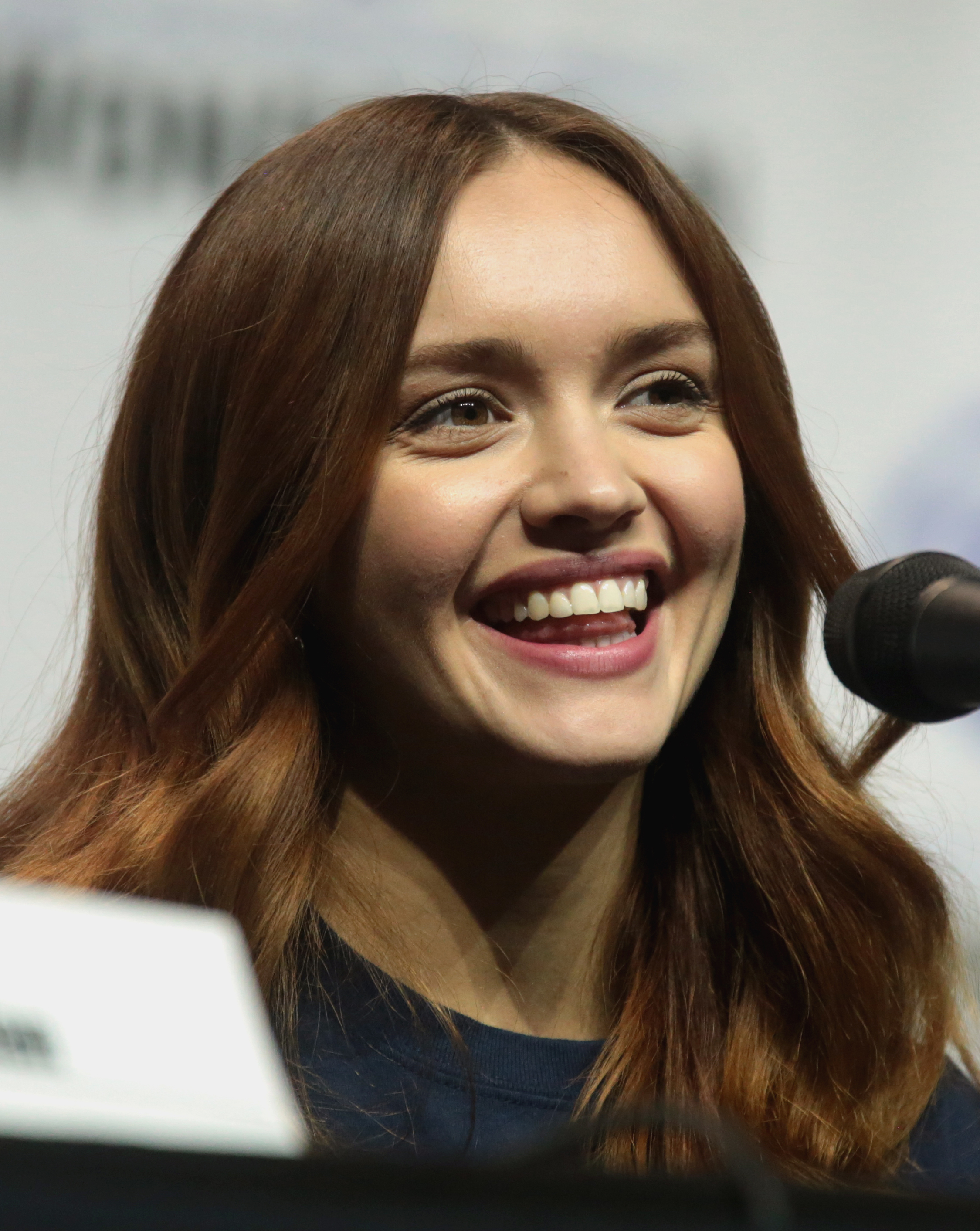
Olivia Cooke interprète Alicent Hightower
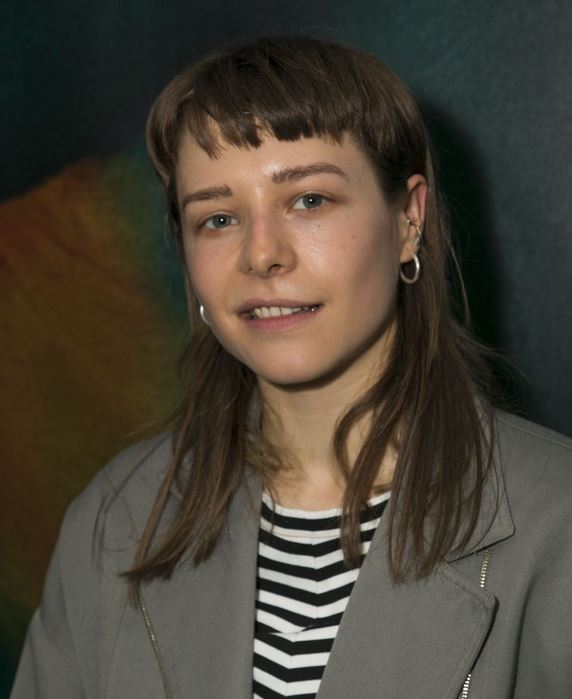
Emma D'Arcy interprète Rhaenyra Targaryen
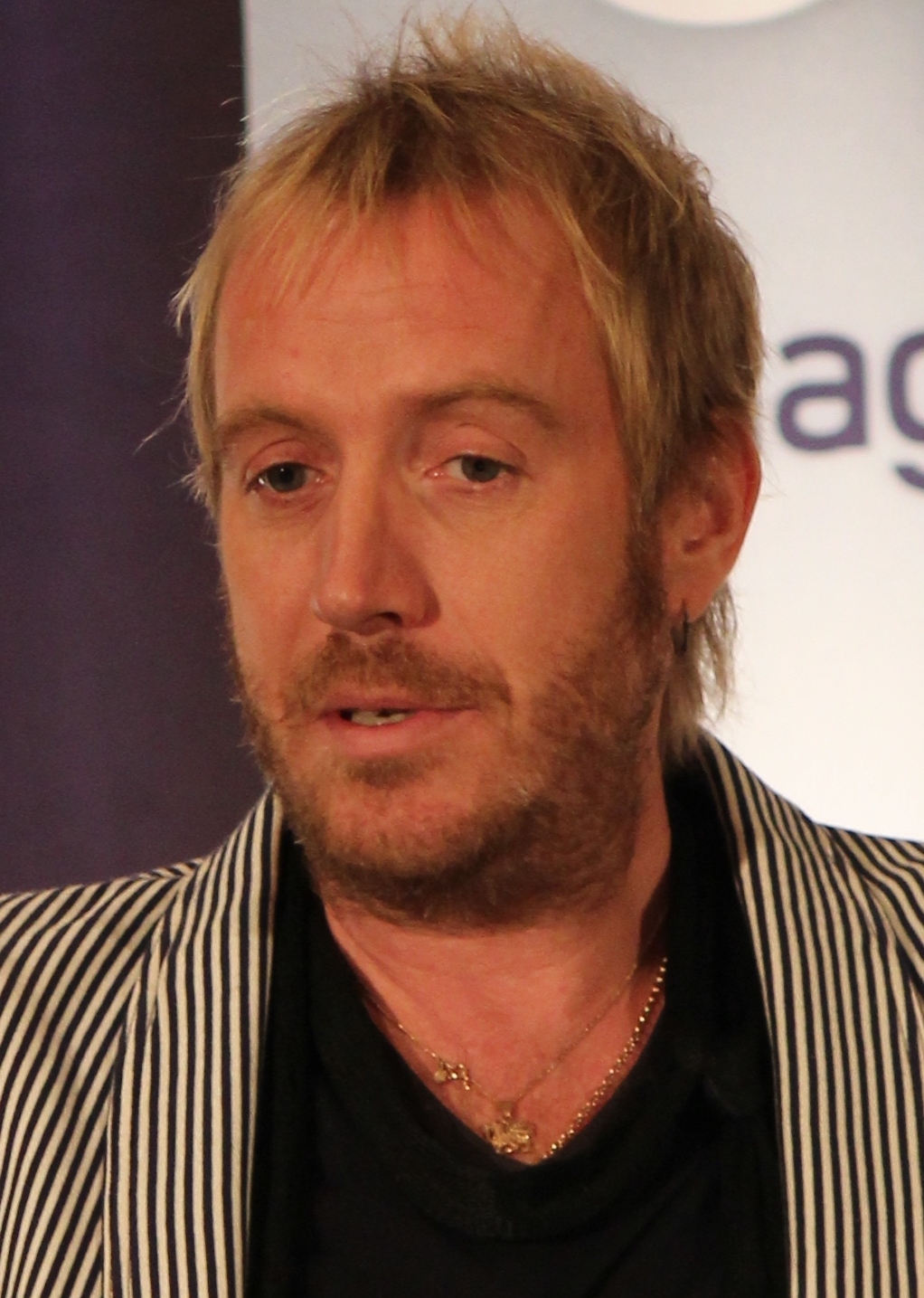
Rhys Ifans interprète Otto Hightower
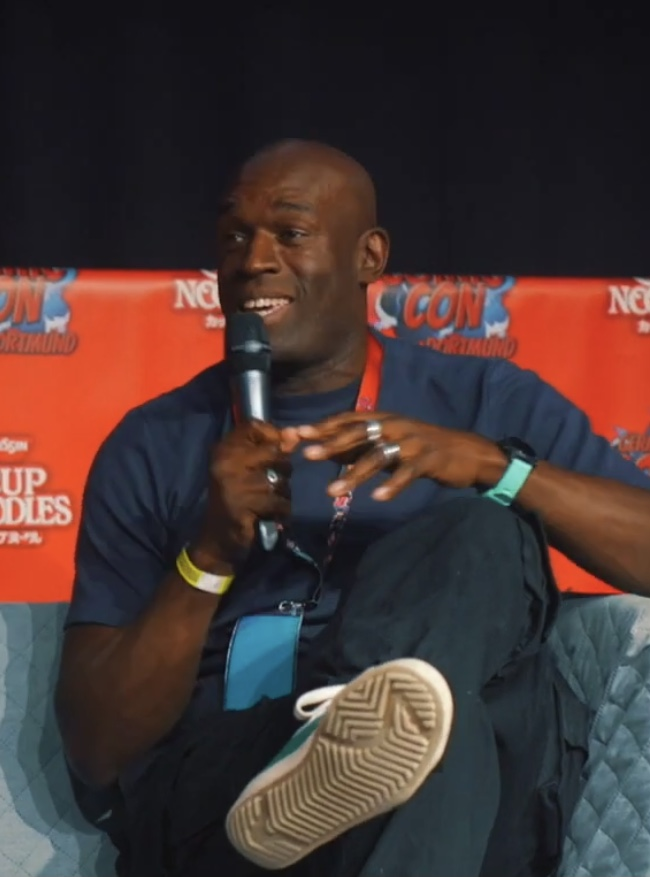
Steve Toussaint interprète Corlys Velaryon
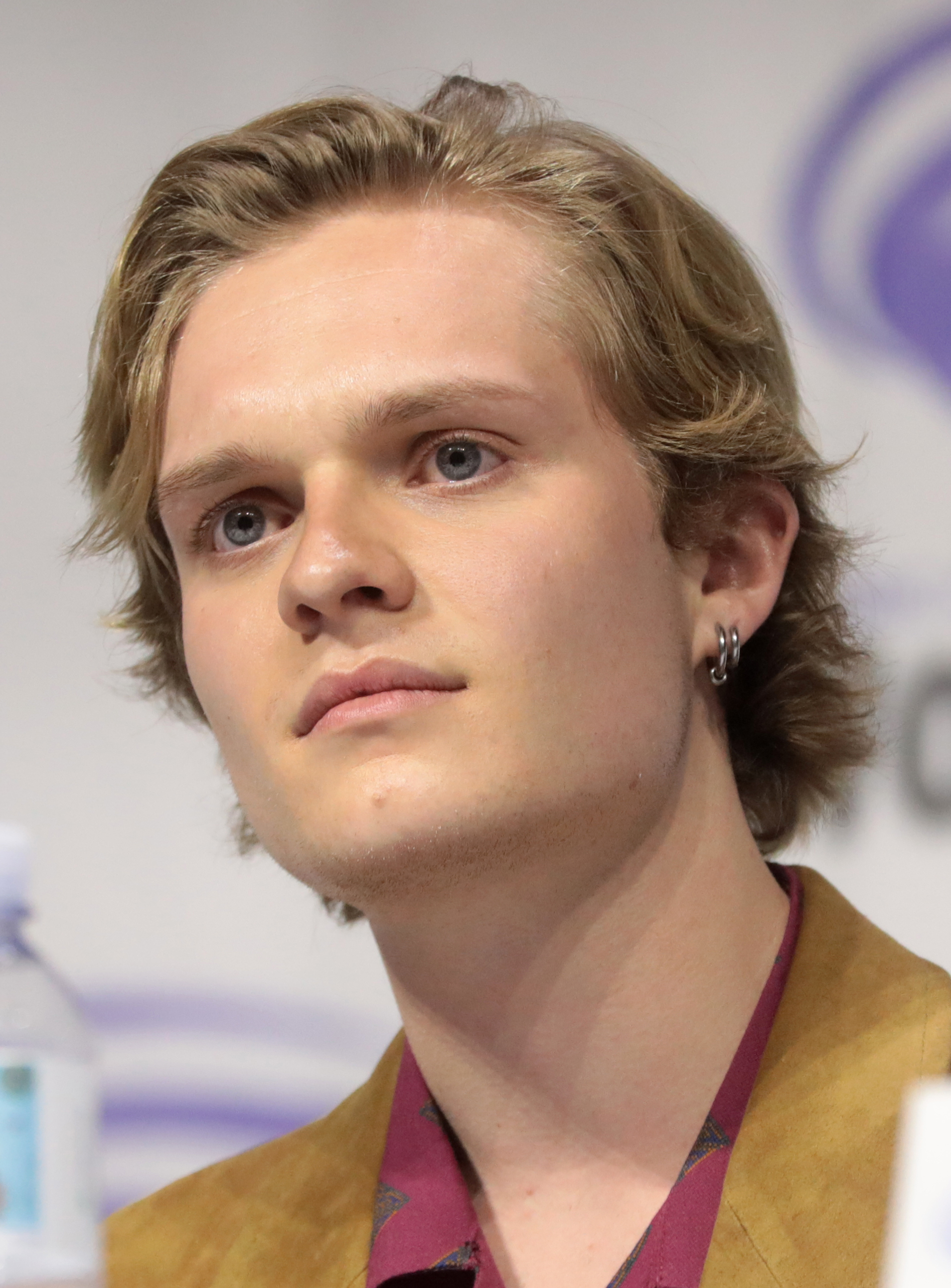
Tom Glynn-Carney interprète Aegon Targaryen
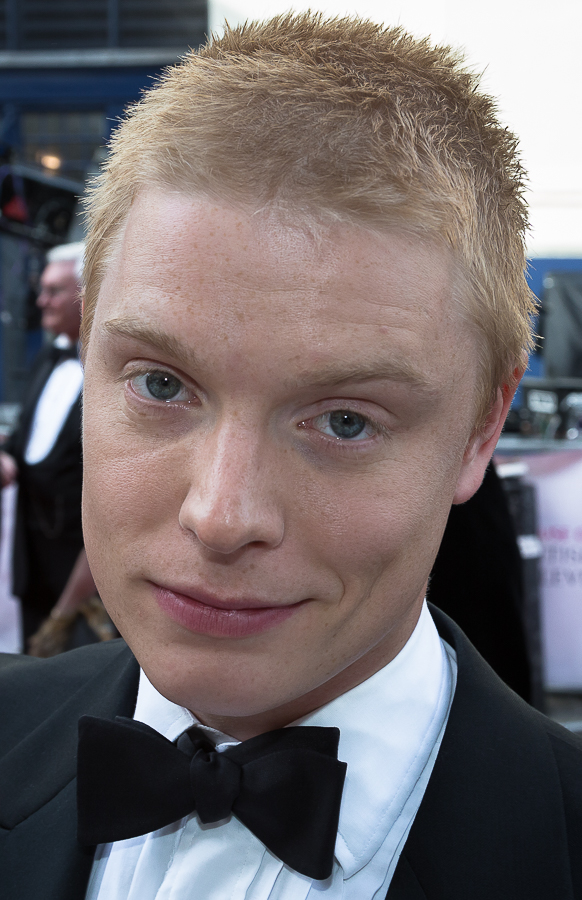
Freddie Fox interprète Gwayne Hightower
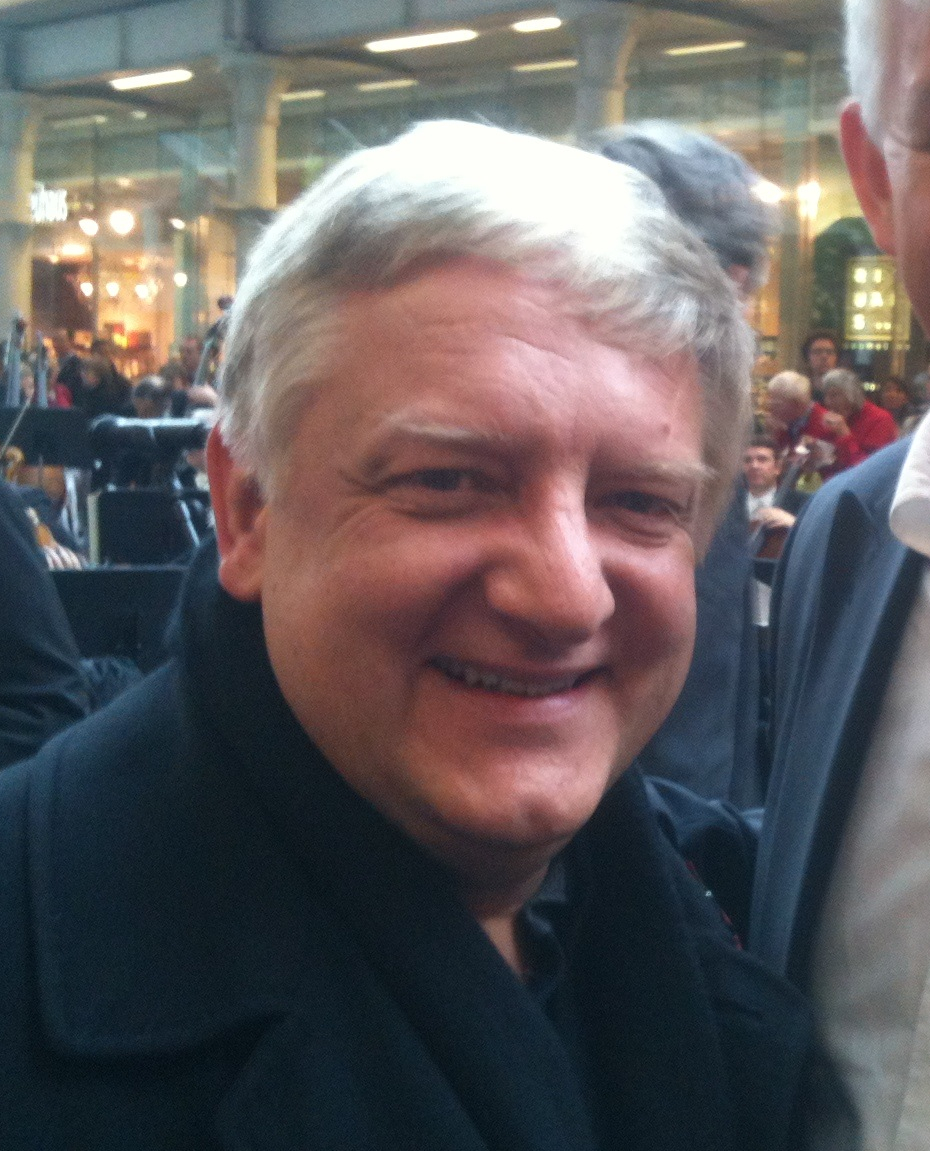
Simon Russell Beale interprète Simon Fort

### Anciens acteurs principaux
- Emily Carey (VF : Maryne Bertieaux) : Alicent Hightower (jeune) (saison 1)
- Milly Alcock (VF : Thaïs Laurent) : Rhaenyra Targaryen (jeune) (saison 1, invitée saison 2)
- Paddy Considine (VF : Xavier Béja) : le roi Viserys Ier Targaryen (saison 1, invité saison 2)
- Graham McTavish (VF : Loïc Houdré) : sir Harrold Ouestrelin (Harrold Westerling en VO) (saison 1)
- Eve Best (VF : Marjorie Frantz) : la princesse Rhaenys Targaryen (saison 1 et 2)

Photos des anciens acteurs principaux
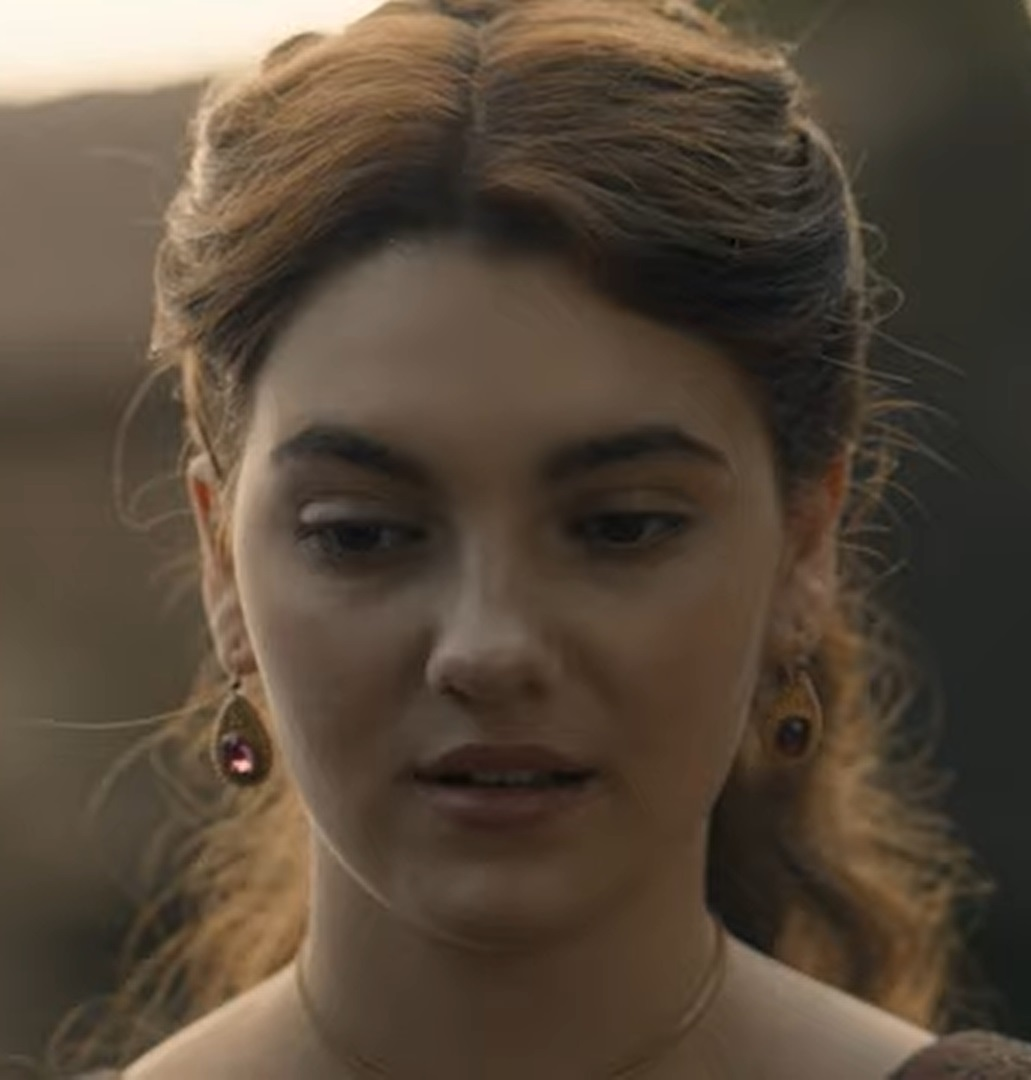
Emily Carey interprète Alicent Hightower (jeune)
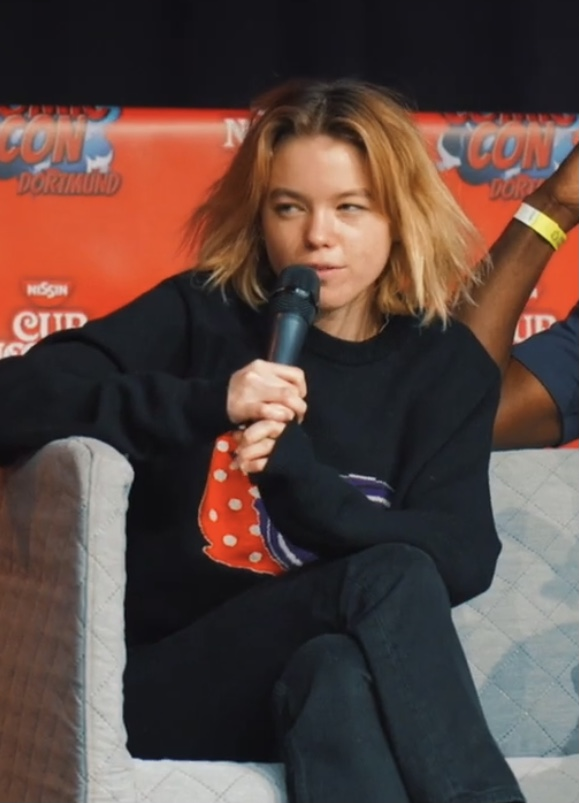
Milly Alcock interprète Rhaenyra Targaryen (jeune)
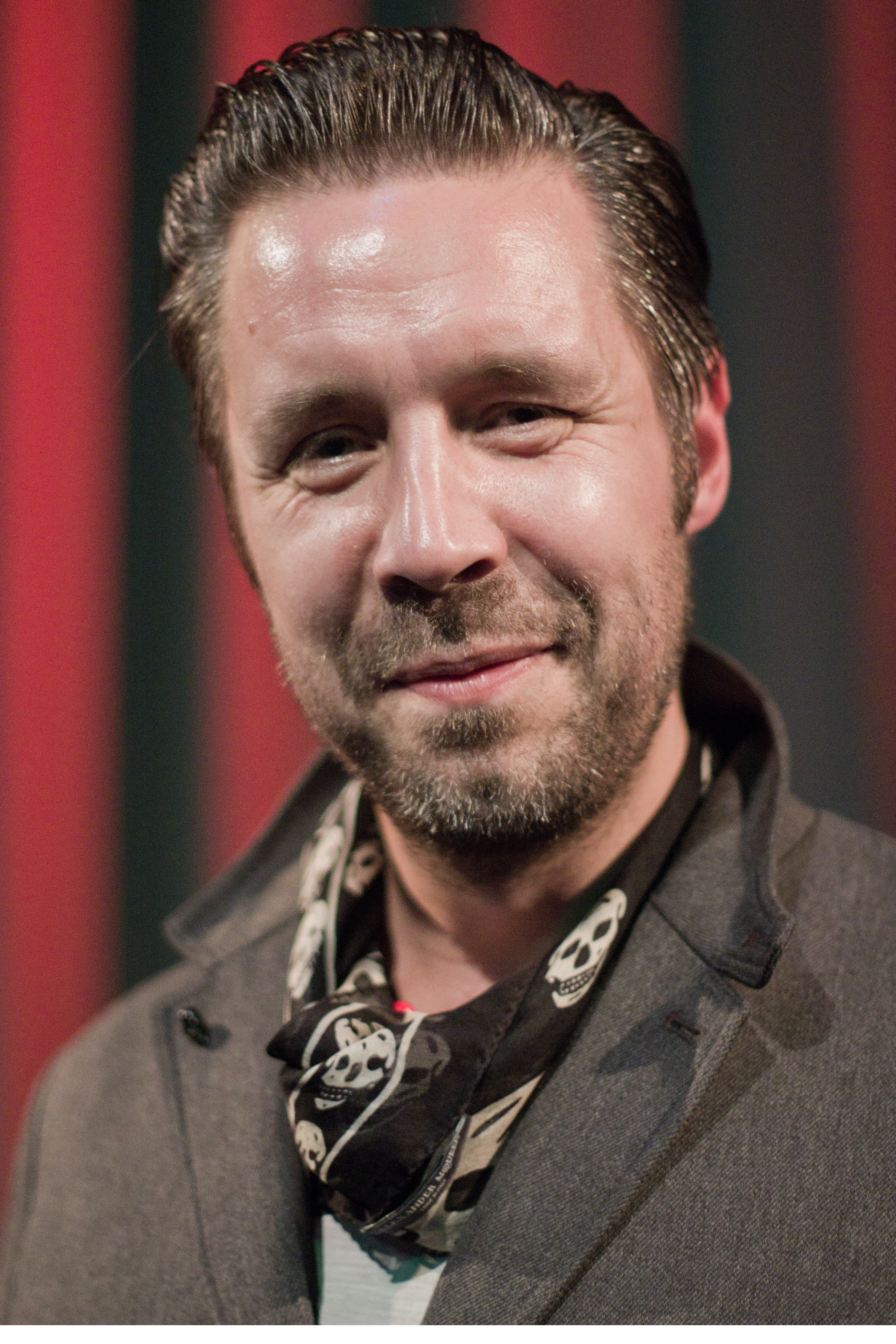
Paddy Considine interprète Viserys Ier Targaryen
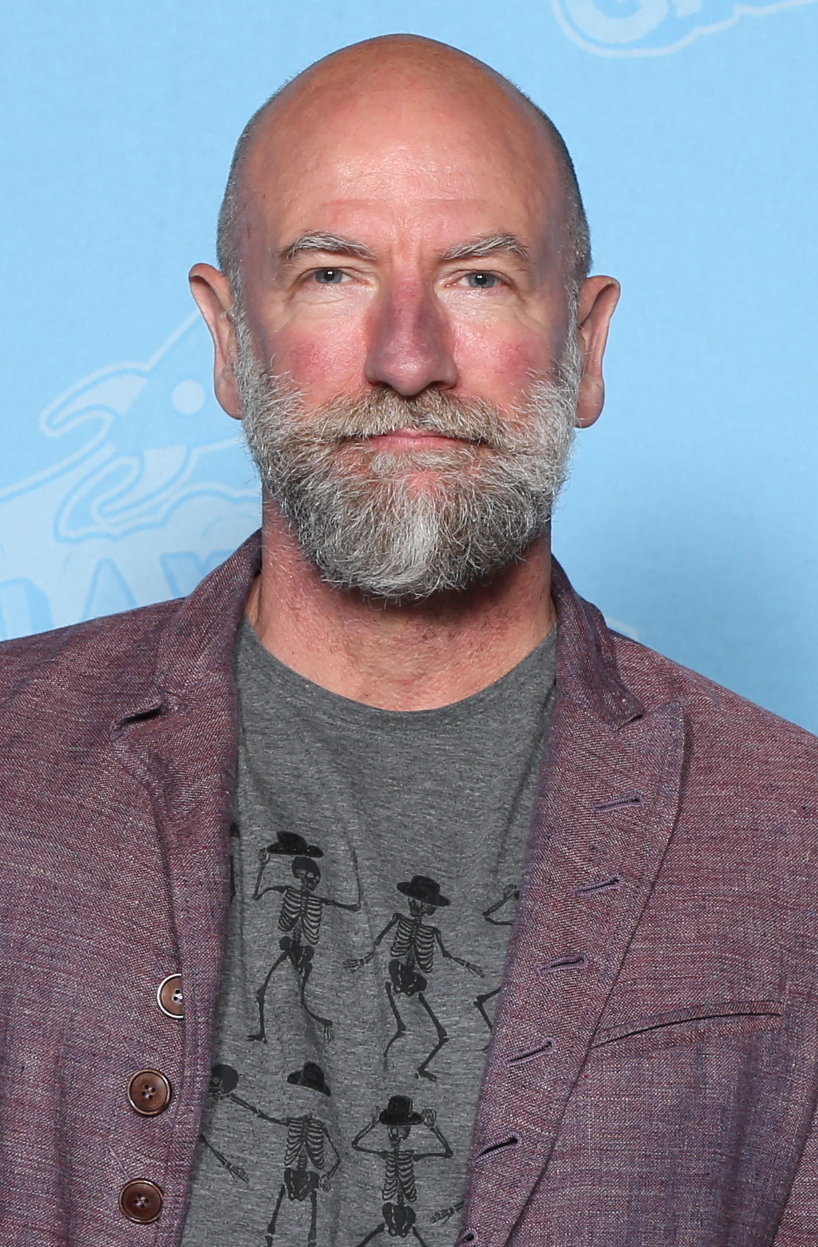
Graham McTavish interprète Harrold Ouestrelin
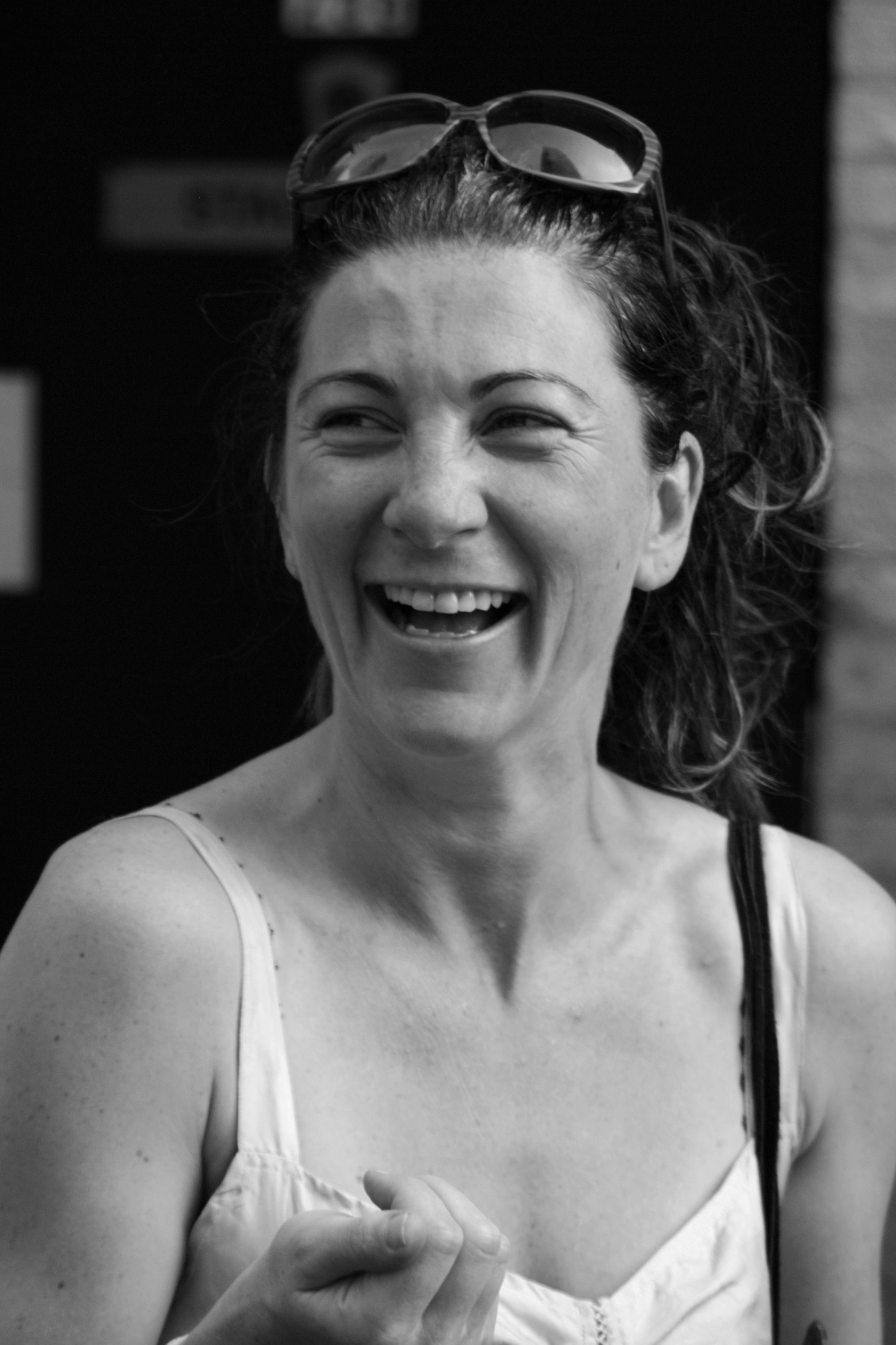
Eve Best interprète Rhaenys Targaryen

### Acteurs récurrents
Introduits lors de la première saison :
- Max Wrottesley (VF : Luc Boulad) : sir Lorent Marpheux
- Paul Kennedy (VF : Eric Marchal) : Lord Jasper Wylde
- Phil Daniels : Mestre Gerardys
- Jordon Stevens (VF : Nayéli Forest (saison 1) puis Fanny Vambacas (saison 2)) : Elinda Massey
- Nicholas Jones (en) (VF : Philippe Ariotti) : Lord Bartimos Celtigar (saison 2, invité saison 1)
- Michael Elwyn (VF : Georges D'Audignon) : Lord Simon Staunton (saison 2, invité saison 1)
- Michelle Bonnard (en) (VF : Maëva Trioux) : Sylvi (saison 2, invitée saison 1)
- Maddie Evans : Dyana (saison 2, invitée saison 1)
- Anthony Flanagan (VF : Richard Leroussel) : sir Steffon Sombrelyn (saisons 1 et 2)
- Jack Parry-Bosc (VF : Vincent Leprette) : sir Willem Nerbosc (saison 2, invité saison 1)
- Luke Tittensor (en) (VF : Kévin Goffette) : sir Arryk Cargyll (saisons 1 et 2)
- Elliot Tittensor (en) (VF : Nicolas Duquenoy) : sir Erryk Cargyll (saisons 1 et 2)
- John Macmillan (VF : Jérémie Bédrune) : sir Laenor Velaryon (saison 1)
- Steffan Rhodri (VF : Loïc Guingand) : Lord Hobert Hightower (saison 1)
- Gavin Spokes (VF : Jean-François Aupied) : Lord Lyonel Fort (saison 1)
- David Horovitch (en) (VF : Patrice Dozier) : Grand Mestre Mellos (saison 1)
- Ryan Corr (VF : Eilias Changuel) : sir Harwin Fort (saison 1)
- Wil Johnson (VF : Vincent Touré) : sir Vaemond Velaryon (saison 1)
- Elliot Grihault (VF : Lucille Boudonnat) : le prince Lucerys Velaryon (saison 1)
- Alexis Raben (VF : Marion Gress) : Talya (saison 1)
- Paul Hickey (VF : Richard Leroussel) : Lord Allun Caswell (saison 1)
- Bill Paterson (VF : Régis Lang) : Lord Lyman des Essaims (saison 1)

Introduits lors de la deuxième saison :
- Jamie Kenna (VF : Luc Boulad) : sir Alfred Balais
- James Dreyfus : Lord Gormon Massey
- Barney Fishwick : Martyn Reyne
- Archie Barnes  (VF : Garlan Le Martelot) : Oscar Tully
- Amanda Collin (VF : Bénédicte Bosc) : Lady Jeyne Arryn
- Ralph Davis : Leon Estermont
- Tok Stephen : Eddard Waters
- Vincent Regan (VF : Serge Faliu) : sir Rickard Thorne
- Graeme McKnight : Paxter Fort
- Paul Valentine : Germund Fort
- Abigail Thorn (VF : Myrtille Bakouche) : amiral Sharako Lohar
Version française
  - Société de doublage : Dubbing Brothers[10],[11]
  - Direction artistique : Jean-Marc Pannetier[11]
  - Adaptation des dialogues : Jean-Marc Pannetier et Sylvie Carter[11]

 Source et légende : version française (VF) sur RS Doublage et Doublage Séries Database

## Production

### Développement
En novembre 2018, George R. R. Martin, créateur de la saga Le Trône de fer, annonce qu'un potentiel spin-off à Game of Thrones basé sur son roman Feu et Sang est grandement envisagé par HBO. En septembre 2019, un préquel à la série écrit par Martin et Ryan Condal (en) se concentrant sur la chute de la Maison Targaryen était sur le point de recevoir un pilote de la part de HBO. Le mois suivant, House of the Dragon, qui est basé sur le livre de Martin Feu et Sang et se déroulant 200 ans avant les événements de Game of Thrones, est directement commandé en format série. Condal et Miguel Sapochnik, le réalisateur de « La Bataille des bâtards », ont été choisis pour être les show runner de la série. Sapochnik a également été engagé pour réaliser le pilote ainsi que quelques épisodes supplémentaires. Le projet est une reprise du concept de spinoff rejeté par le scénariste de Game of Thrones, Bryan Cogman, sur lequel HBO a officiellement refusé de se prononcer,.
Le 26 août 2022, moins d'une semaine après la diffusion du premier épisode, HBO renouvelle la série pour une deuxième saison.
En août 2022, il est annoncé que Miguel Sapochnik quitte la série et ne sera donc plus show runner et réalisateur de la deuxième saison de celle-ci, il reste néanmoins producteur délégué. Alan Taylor qui a déjà réalisé plusieurs épisodes de Game of Thrones est quant à lui engagé comme réalisateur et producteur délégué pour la deuxième saison de la série. En décembre 2023, George R. R. Martin annonce sur son blog personnel que les troisième et quatrième saisons sont déjà en cours d'écriture. Le 13 juin 2024, trois jours avant la diffusion de la deuxième saison le 16 juin 2024, la série est renouvelée pour une troisième saison par HBO.

### Attribution des rôles
Le casting de la série commence en juillet 2020. En octobre 2020, Paddy Considine est choisi pour interpréter Viserys Ier Targaryen. En décembre, Olivia Cooke, Matt Smith et Emma D'Arcy rejoignent la distribution de la série pour interpréter respectivement Alicent Hightower, Daemon Targaryen et Rhaenyra Targaryen, tandis que Danny Sapani est en négociations pour rejoindre la distribution dans un rôle encore inconnu. En février 2021, Rhys Ifans, Steve Toussaint, Eve Best et Sonoya Mizuno sont annoncés dans la distribution de la série. En avril 2021, Fabien Frankel est choisi pour interpréter sir Criston Cole. En mai 2021, Graham McTavish est aperçu sur le plateau de tournage en tenue complète. Le 6 juillet 2021, Milly Alcock et Emily Carey sont annoncées dans la distribution de la série pour interpréter les versions jeunes de Rhaenyra Targaryen et Alicent Hightower. Le 24 septembre 2021, Ryan Corr, Jefferson Hall, David Horovitch (en), Matthew Needham, Bill Paterson et Gavin Spokes sont aussi annoncés dans la distribution de la série, la même date le personnage joué par Graham McTavish est révélé.

### Tournage
Le tournage de la première saison a débuté en avril 2021, ce dernier se déroule principalement au Royaume-Uni.
Durant la dernière semaine d'avril 2021, il a eu lieu en Cornouailles, dans le sud-ouest de l'Angleterre, et notamment à St Michael's Mount (qui sert de décor à l'île de Lamarck, siège de la Maison Velaryon), Holywell Beach (en) et Kynance Cove (en),. Une partie de la série est tournée au Portugal, dans le Château de Monsanto, mais aussi en Espagne (notamment à Cáceres et Trujillo, pour représenter Port-Réal, ou encore au château de La Calahorra),, et en Californie.
Le tournage de la seconde saison commence le 11 avril 2023 aux Warner Bros. Studios Leavesden à Watford (Angleterre), et dure près de 10 mois. D'autres scènes sont filmées dans la région, notamment à Bourne Wood (en) (Surrey). À partir du 18 mai 2023, la production se rend en Estrémadure, à Cáceres, Grenade et Gérone (Espagne), qui servait déjà de lieu de tournage pour Game of Thrones. Malgré la grève SAG-AFTRA, le tournage a pu continuer du fait de la distribution en grande partie britannique. Celui-ci s'est terminé le 29 septembre 2023.

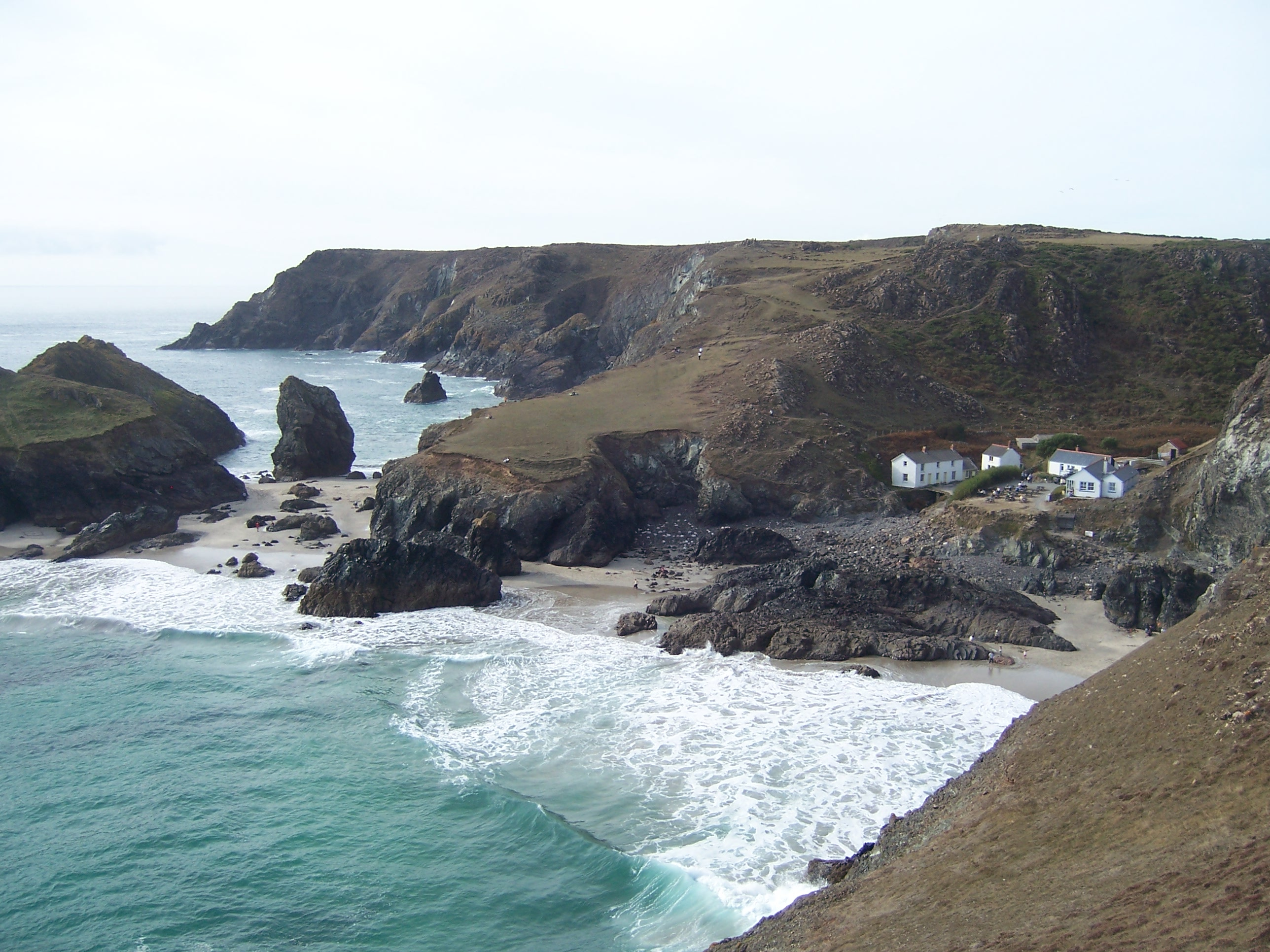
Kynance Cove (en) (Angleterre), où	les Velaryon tiennent leur conseil de guerre avec Daemon sur l'une des îles des Degrés de Pierre.
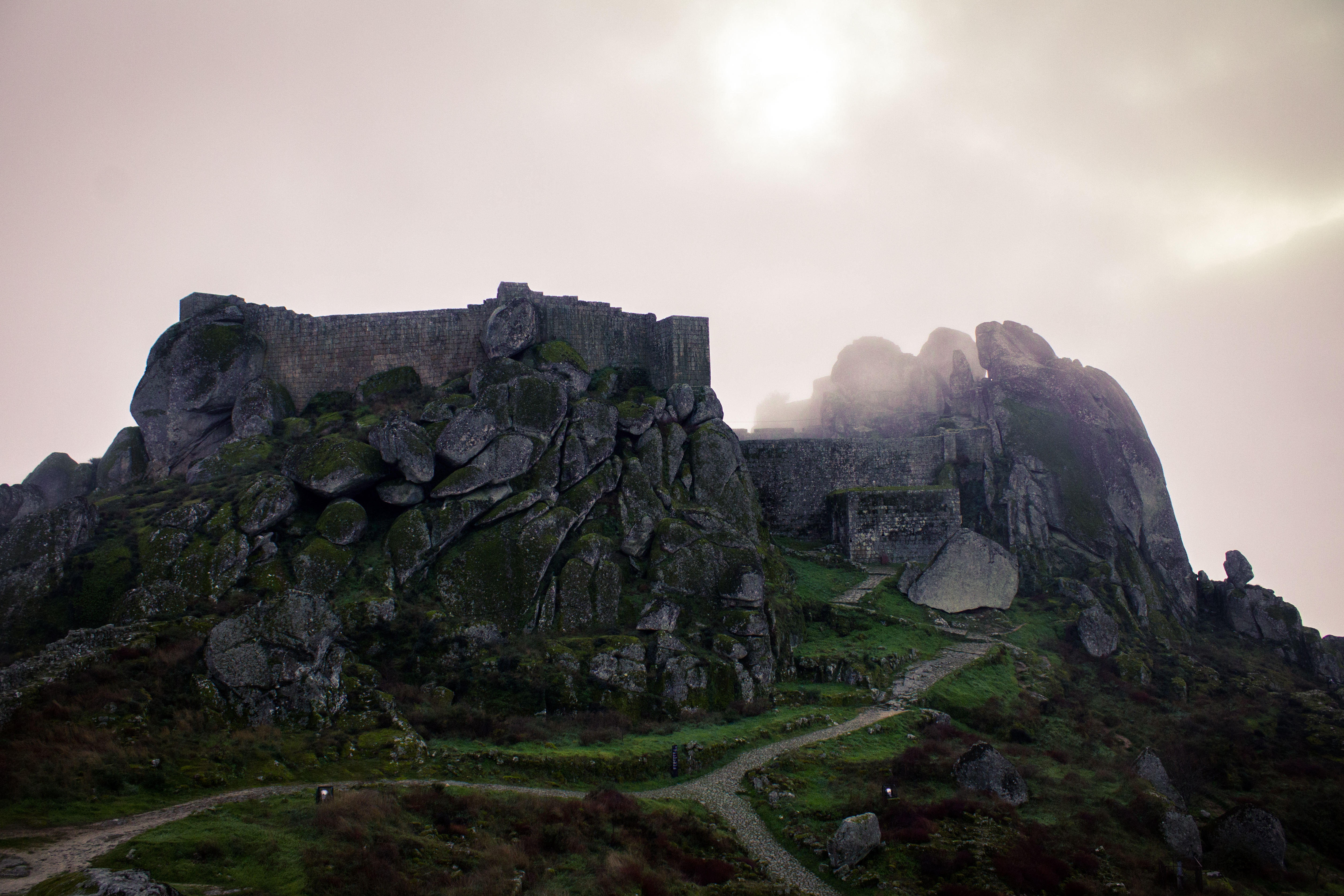
Le château de Monsanto (Portugal), qui sert de décor à Peyredragon, la demeure ancestrale de la maison Targaryen[42].
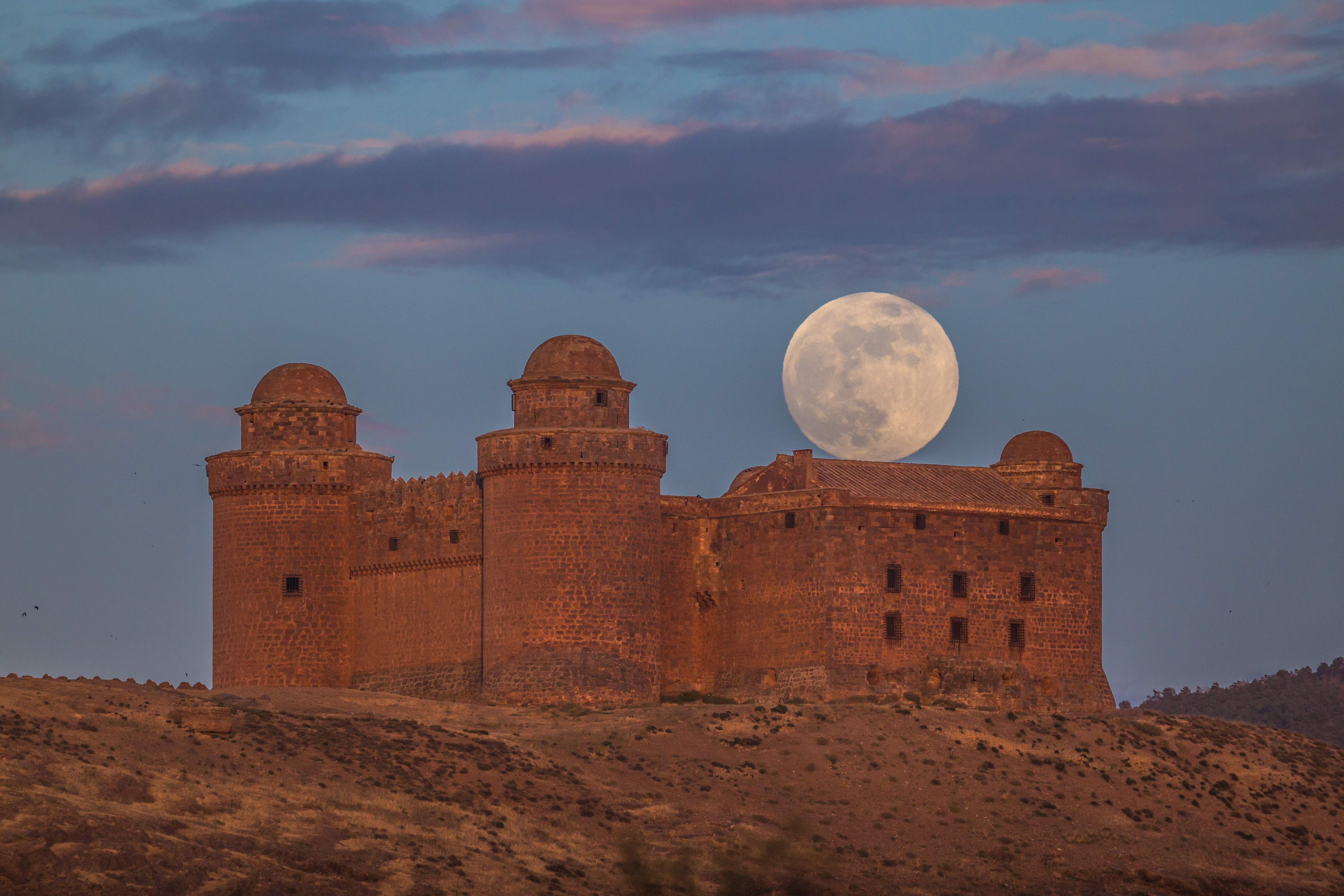
Le château de La Calahorra, qui représente la résidence de Daemon Targaryen à Pentos.
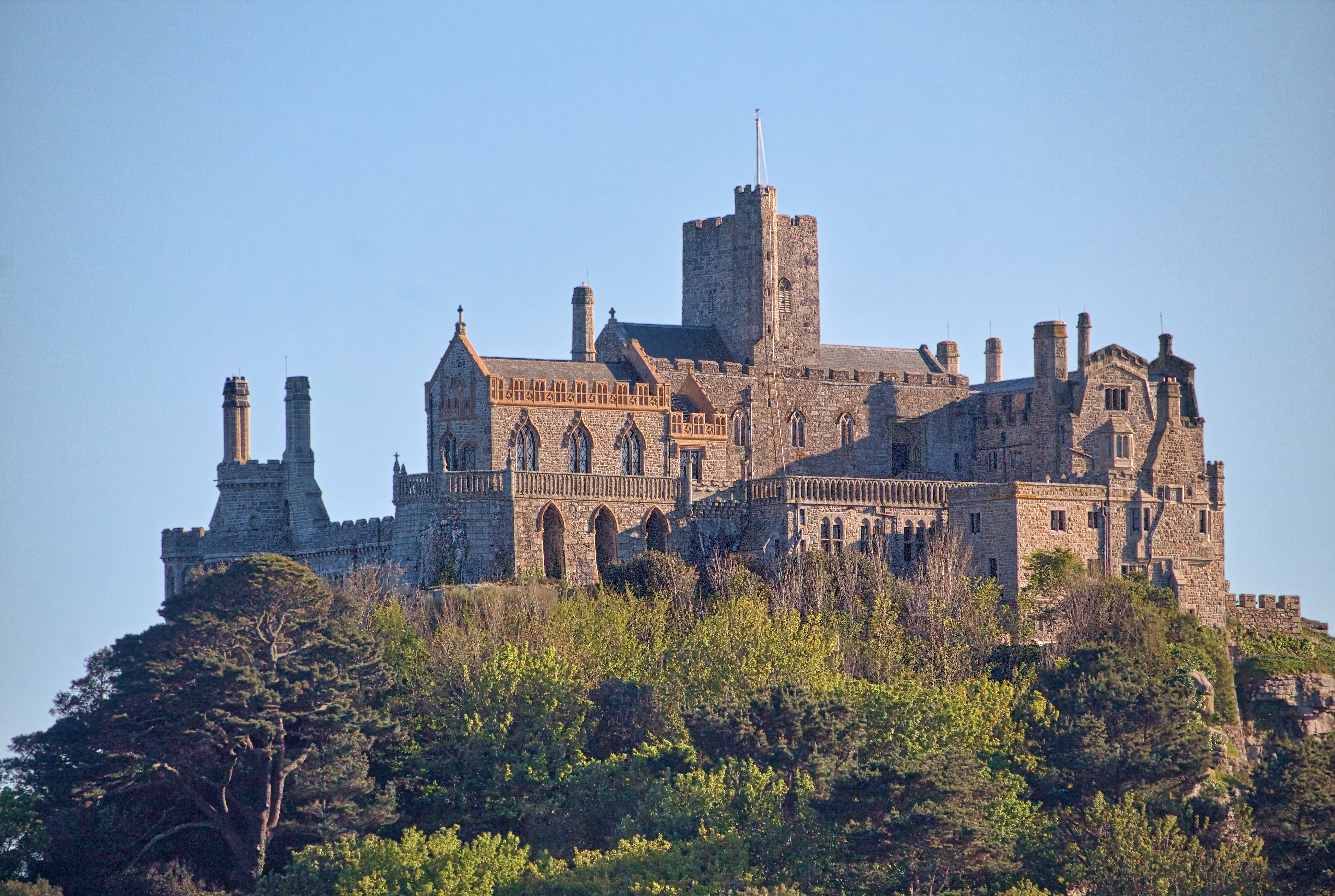
St Michael's Mount (Cornouailles), qui représente le château de Marée Haute, fief de la Maison Velaryon.
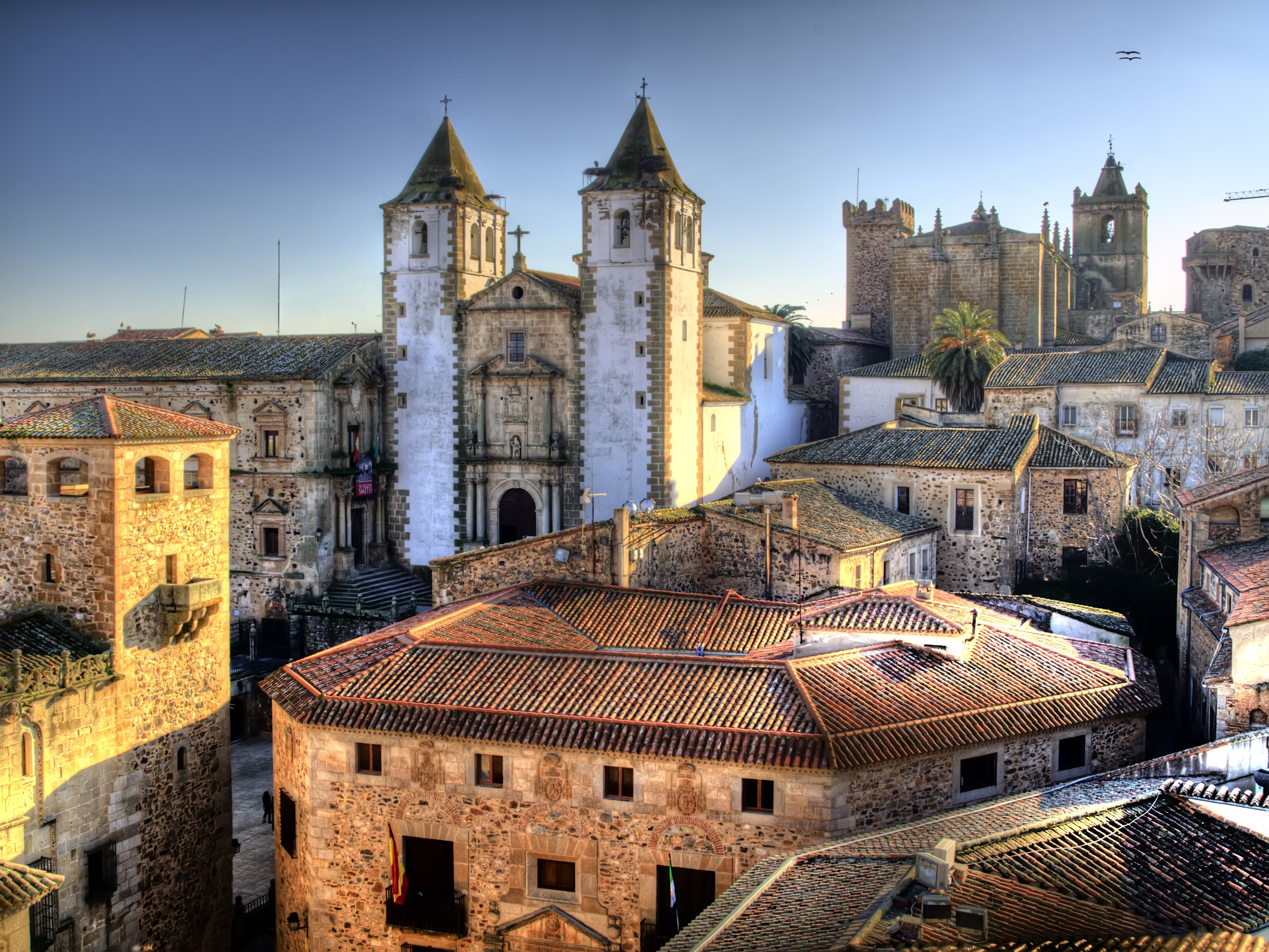
Cáceres (Espagne), qui sert de décor extérieur à Port-Réal.
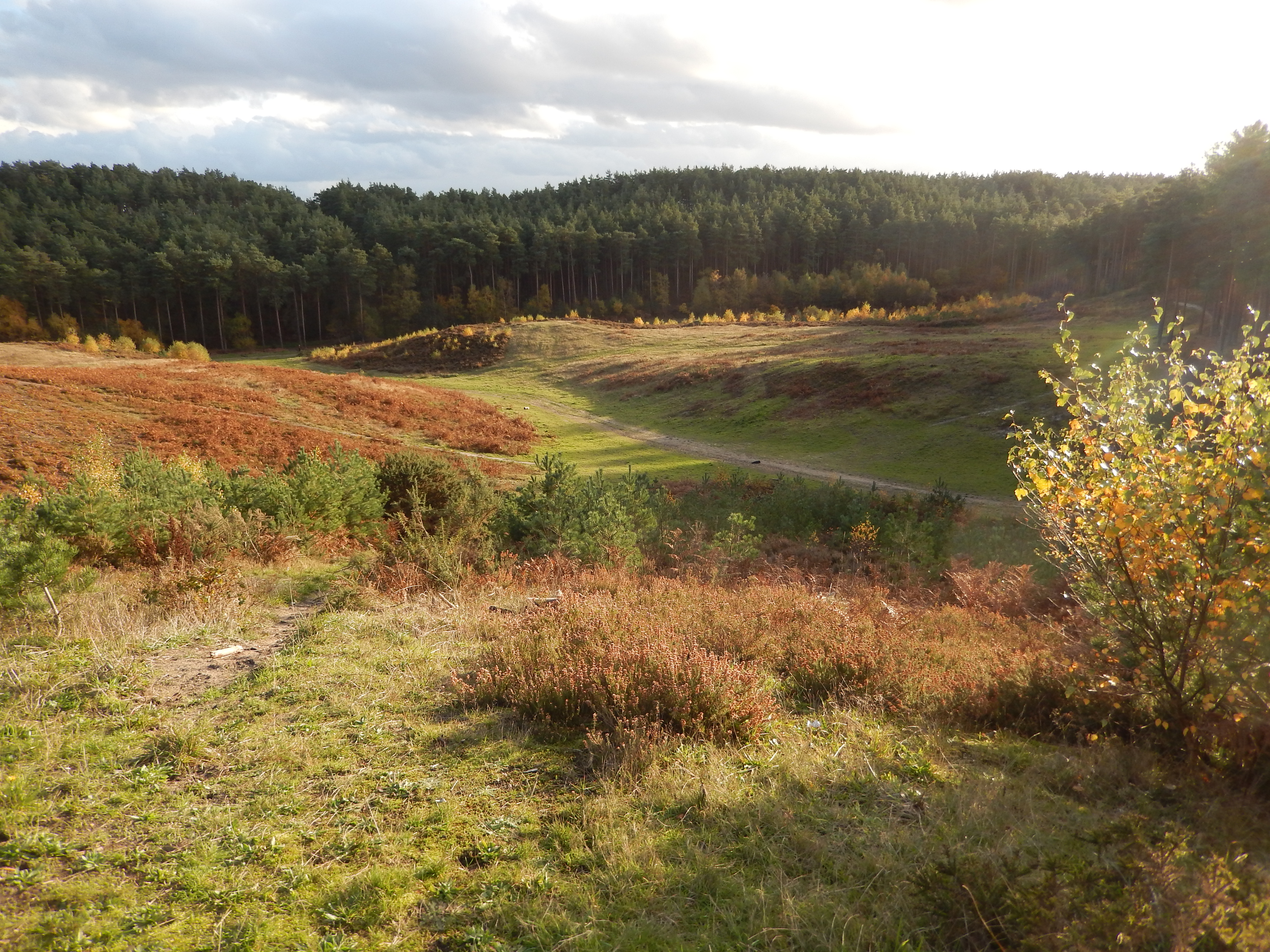
Bourne Wood (en), qui sert de décor à la bataille de Repos-des-Freux.

### Musique
Ramin Djawadi, qui avait déjà composé la musique des huit saisons de Game of Thrones, est annoncé comme le compositeur de la série en février 2021. Avec les show runners Condal et Sapochnick, il décide notamment de réutiliser le thème principal de Game of Thrones pour le générique d'ouverture de House of the Dragon, dans le but de « lier les deux séries ». Plusieurs motifs musicaux déjà présents dans la série-mère sont réemployés dans House of the Dragon, dont Dracarys, le thème des Targaryen.
Quatre singles précèdent la sortie de la bande originale de la première saison : The Prince That Was Promised le 18 août 2022, Protector of the Realm le 9 octobre 2022, Lament et Fate of the Kingdoms le 24 octobre 2022. L'album complet, composé de 44 titres, est publié le 24 octobre 2022 sous le label WaterTower Music, après le final de la saison 1.
La bande originale de la saison 2, composée de 31 titres, sort le 4 août 2024, toujours sous le label WaterTower Music.

### Fiche technique
Sauf indication contraire, les informations mentionnées dans cette section peuvent être confirmées par la base de données cinématographiques IMDb,  présente dans la section « Liens externes ».
- Titre original et français : House of the Dragon
- Titre québécois : La Maison du Dragon
- Création : George R. R. Martin et Ryan Condal (en) d'après les romans de George R. R. Martin
- Réalisation : Miguel Sapochnik, Greg Yaitanes, Clare Kilner, Geeta Vasant Patel
- Scénario : Ryan Condal, Sara Hess, Charmaine DeGraté, Gabe Fonseca, Kevin Lau, Ira Parker, Eileen Shim
- Direction artistique : Antonio Calvo Domínguez, Philip Elton, Andrew Ackland-Snow, Lydia Farrell, Sarah Bicknell
- Décors : Jim Clay
- Costumes : Jany Temime
- Photographie : Fabian Wagner (en), Pepe Avila del Pino
- Montage : Tim Porter, Selina Macarthur, Chris Hunter
- Musique : Ramin Djawadi
- Casting : Kate Rhodes James
- Production : Karen Wacker, Alexis Raben

Production déléguée : Jocelyn Diaz, Ron Schmidt, George R. R. Martin, Miguel Sapochnik, Sara Hess, Ryan Condal, Vince Gerardis
Coproduction : Hannah Godwin, Charmaine De Grate, David Hancock, Greg Yaitanes
- Sociétés de production : 1:26 Pictures, GRRM, Bastard Sword, Home Box Office (HBO)
- Sociétés de distribution (télévision) :
  - HBO (États-Unis)
  - BeTV (Belgique)
  - OCS (France)
  - RTS (Suisse)
- Pays de production :  États-Unis
- Langue originale : anglais
- Format : couleur - 1,78:1 - son Dolby Digital
- Genre : drame, fantasy, aventure
- Durée : 53–73 minutes
- Lieux de tournage : États-Unis, Royaume-Uni, Espagne, Croatie, Portugal
- Public : Déconseillé aux moins de 12 ans (France)
- Date de première diffusion :
  - États-Unis : 21 août 2022 (HBO)
  - France : 22 août 2022 (OCS City)
- Version française :
  - Société de doublage : Dubbing Brothers[10],[11]
  - Direction artistique : Jean-Marc Pannetier[10],[11]
  - Adaptation des dialogues : Jean-Marc Pannetier & Sylvie Carter[11]

 Source et légende : version française (VF) sur RS Doublage, Doublage Séries Database et le carton de doublage en fin d'épisode sur OCS.

## Épisodes

### Première saison (2022)
Composée de dix épisodes, la première saison est diffusée du 21 août au 23 octobre 2022.
1. Les Héritiers du dragon (The Heirs of the Dragon)
2. Le Prince rebelle (The Rogue Prince)
3. Aegon le deuxième (Second of His Name)
4. Le Roi du détroit (King of the Narrow Sea)
5. Nous éclairons la voie (We Light the Way)
6. La Princesse et la Reine (The Princess and the Queen)
7. Lamarck (Driftmark)
8. Le Seigneur des marées (The Lord of the Tides)
9. Conseil des Verts (The Green Council)
10. La Reine noire (The Black Queen)

Source des titres en français
Source des titres originaux

### Deuxième saison (2024)
Composée de huit épisodes, la seconde saison est diffusée du 16 juin au 5 août 2024.
1. Fils pour fils (A Son for a Son)
2. Rhaenyra la Cruelle (Rhaenyra the Cruel)
3. Le Moulin Brûlé (The Burning Mill)
4. Le Dragon rouge et le Dragon d'or (The Red Dragon and the Gold)
5. Régent (Regent)
6. Le petit peuple (Smallfolk)
7. La Semaison rouge (The Red Sowing)
8. Reine d'un jour, reine de toujours (The Queen Who Ever Was)

Source des titres en français

## Diffusion
House of the Dragon est en cours de diffusion depuis le 21 août 2022 sur HBO et HBO Max (États-Unis). La diffusion a lieu en simultané sur OCS (France) et sur RTS Un. Au Canada, elle est diffusée sur Crave.

### Audiences
Le premier épisode diffusé le 21 août 2022 a réuni 9,99 millions de téléspectateurs, soit le record pour HBO depuis le final de Game of Thrones. Après une semaine, le premier épisode a rassemblé près de 25 millions de téléspectateurs toutes plateformes confondues, seulement aux États-Unis.
| Saison | Nombre d'épisodes | Diffusion originale | Diffusion originale | Diffusion originale | Début (en millions) | Finale (en millions) | Audience moyenne (en millions) |
| Saison | Nombre d'épisodes | Années              | Début de saison     | Fin de saison       | Début (en millions) | Finale (en millions) | Audience moyenne (en millions) |
| ------ | ----------------- | ------------------- | ------------------- | ------------------- | ------------------- | -------------------- | ------------------------------ |
| 1      | 10                | 2022                | 21 août 2022        | 23 octobre 2022     | 9,98                | 9,30                 | 9,45                           |
| 2      | 8                 | 2024                | 16 juin 2024        | 4 août 2024         | 7,80                | 8,90                 | 8,11                           |

## Réception critique
La série est notée 4,2 sur 5 par les téléspectateurs et 3,5 sur 5 par la presse sur le site d’Allociné. La série est notée 8,4 sur 10 sur le site d’IMDb.
La première saison d'House of the Dragon a reçu d’excellentes critiques de la part de la presse et des fans des premières heures de la série mère Games of Thrones. Plusieurs critiques ont notamment vanté l'ambition de l'originalité de la série parmi la foule d'autres préquelles, séquelles et autre spin-offs de grandes franchises apparue au même moment (notamment Le Seigneur des anneaux : Les Anneaux de pouvoir sur Amazon Prime et les différentes séries dérivées de l'univers Star Wars sur Disney+).

## Distinctions

### Récompenses
- Golden Globes 2023 : Meilleure série dramatique

### Nominations
- Golden Globes 2023 : Meilleure actrice dans une série dramatique pour Emma D'Arcy
- Golden Globes 2025 : Meilleure actrice dans une série dramatique pour Emma D'Arcy